# استان یونان غربی
استان یونان غربی (به یونانی: Περιφέρεια Δυτικής Ελλάδος) یکی از سیزده استان یونان است. این استان متشکل از نواحی غربی یونان مرکزی و نواحی شمال غربی شبه جزیرهٔ پلوپونز است.

## مدیریت
استان یونان غربی در اصلاحات مدیریتی سال ۱۹۸۷ تأسیس شد. با اجرای طرح کالیکراتیس، قدرت و اقتدار این استان افزایش یافت. این استان به همراه استان‌های پلوپونز و جزایر یونانی توسط هیئت تمرکززدایی یونان غربی، پلوپونز و جزایر یونانی که مقر آن در پاتراس است نظارت می‌شود. مرکز این استان پاتراس است.

این استان به به سه واحد استانی (شهرستان، تا قبل از اجرای کالیکراتیس) آئتولیا-آکارنانیا در یونان مرکزی و آخا و الیس در پلوپونز تقسیم می‌شود که خود به ۱۹ بخش تقسیم می‌شوند.

استان‌دار اژه جنوبی از ۱ ژانویه ۲۰۱۱، آپوستولوس کاتسیفاراس است که در انتخابات شورای محلی نوامبر ۲۰۱۱ از جنبش سوسیالیستی پان‌هلنیک برگزیده شد.